# Open Guadeloupe 2012
L'Open Guadeloupe 2012, noto anche come Orange Open Guadalupe, è stato un torneo professionistico di tennis maschile giocato sul cemento. È stata la 2ª edizione del torneo che fa parte dell'ATP Challenger Tour nell'ambito dell'ATP Challenger Tour 2012. Si è giocato a Le Gosier in Guadalupa dal 26 marzo al 1º aprile 2012.

## Partecipanti

### Teste di serie
| Nazionalità   | Giocatore              | Ranking* | Testa di serie |
| ------------- | ---------------------- | -------- | -------------- |
| Belgio        | Olivier Rochus         | 52       | 1              |
| Taipei cinese | Lu Yen-hsun            | 58       | 2              |
| Stati Uniti   | James Blake            | 69       | 3              |
| Francia       | Édouard Roger-Vasselin | 89       | 4              |
| Russia        | Igor' Kunicyn          | 90       | 5              |
| Francia       | Nicolas Mahut          | 92       | 6              |
| Giappone      | Tatsuma Itō            | 94       | 7              |
| Francia       | Benoît Paire           | 96       | 8              |

- Ranking al 19 marzo 2012.

### Altri partecipanti
Giocatori che hanno ricevuto una wild card:
- James Blake
- Gianni Mina
- Josselin Ouanna
- Olivier Rochus

Giocatori che sono entrati nel tabellone principale come alternate:
- Serhij Bubka
- Pierre-Ludovic Duclos
- Gastão Elias
- Thomas Fabbiano
- Yūichi Sugita
- Miša Zverev

Giocatori che sono entrati nel tabellone principale come special exempt:
- Maxime Authom

Giocatori passati dalle qualificazioni:
- Daniel Evans
- Pierre-Hugues Herbert
- Ivo Klec
- Julien Obry
- Alexander Ward (lucky loser)

## Campioni

### Singolare
David Goffin ha battuto in finale  Miša Zverev con il punteggio di 6–2, 6–2

### Doppio
Pierre-Hugues Herbert /  Albano Olivetti hanno battuto in finale  Paul Hanley /  Jordan Kerr con il punteggio di 7–5, 1–6, [10–7]